# ブリーダーズカップ・ジュヴェナイルターフ
ブリーダーズカップ・ジュヴェナイルターフ（Breeders' Cup Juvenile Turf）とはアメリカ競馬の祭典であるブリーダーズカップ・ワールド・サラブレッド・チャンピオンシップの1日目の競走として行われる、2歳牡馬・騸（せん）馬限定の芝8ハロン（1マイル）の競走である。創設は2007年。日本では他の競走に倣ってBCジュヴェナイルターフ（ビーシー - ）と簡略化されることが多い。
アメリカ競馬の2歳芝チャンピオンを決定する競走である。

## 歴史
- 2007年 創設。当初は国際グレードなしで行われる（国際グレードに指定されるための条件に満たないため）。
- 2008年
  - 施行日が2日目へ移行。
  - 出走資格が2歳牡馬・騸馬限定となる。
- 2009年 G2に格付けされる。
- 2011年 G1に格付けされる。

### 開催競馬場
| 回数   | 開催競馬場               | 施行距離 |
| ------ | ------------------------ | -------- |
| 第1回  | モンマスパーク競馬場     | 芝8f     |
| 第2回  | サンタアニタパーク競馬場 | 芝8f     |
| 第3回  | サンタアニタパーク競馬場 | 芝8f     |
| 第4回  | チャーチルダウンズ競馬場 | 芝8f     |
| 第5回  | チャーチルダウンズ競馬場 | 芝8f     |
| 第6回  | サンタアニタパーク競馬場 | 芝8f     |
| 第7回  | サンタアニタパーク競馬場 | 芝8f     |
| 第8回  | サンタアニタパーク競馬場 | 芝8f     |
| 第9回  | キーンランド競馬場       | 芝8f     |
| 第10回 | サンタアニタパーク競馬場 | 芝8f     |
| 第11回 | デルマー競馬場           | 芝8f     |
| 第12回 | チャーチルダウンズ競馬場 | 芝8f     |
| 第13回 | サンタアニタパーク競馬場 | 芝8f     |
| 第14回 | キーンランド競馬場       | 芝8f     |
| 第15回 | デルマー競馬場           | 芝8f     |
| 第16回 | キーンランド競馬場       | 芝8f     |
| 第17回 | サンタアニタパーク競馬場 | 芝8f     |
| 第18回 | デルマー競馬場           | 芝8f     |
| 第19回 | デルマー競馬場           | 芝8f     |

### 歴代優勝馬
| 回数   | 施行日         | 調教国・優勝馬    | 日本語読み               | 性齢 | タイム  | 優勝騎手       | 管理調教師     |
| ------ | -------------- | ----------------- | ------------------------ | ---- | ------- | -------------- | -------------- |
| 第1回  | 2007年10月26日 | Nownownow         | ナウナウナウ             | 牡2  | 1:40.48 | J.レパルー     | F.パリセル     |
| 第2回  | 2008年10月25日 | Donativum         | ドゥナティヴァム         | 騸2  | 1:34.68 | L.デットーリ   | J.ゴスデン     |
| 第3回  | 2009年11月7日  | Pounced           | パウンスド               | 牡2  | 1:35.47 | L.デットーリ   | J.ゴスデン     |
| 第4回  | 2010年11月6日  | Pluck             | プラック                 | 牡2  | 1:36.98 | G.ゴメス       | T.プレッチャー |
| 第5回  | 2011年11月5日  | Wrote             | ロート                   | 牡2  | 1:37.41 | R.ムーア       | A.オブライエン |
| 第6回  | 2012年11月3日  | George Vancouver  | ジョージヴァンクーヴァー | 牡2  | 1:33.78 | R.ムーア       | A.オブライエン |
| 第7回  | 2013年11月1日  | Outstrip          | アウトストリップ         | 牡2  | 1:33.20 | M.スミス       | C.アップルビー |
| 第8回  | 2014年10月31日 | Hootenanny        | フーテナニー             | 牡2  | 1:34.79 | L.デットーリ   | W.ワード       |
| 第9回  | 2015年10月30日 | Hit It A Bomb     | ヒットイットアボム       | 牡2  | 1:38.86 | R.ムーア       | A.オブライエン |
| 第10回 | 2016年11月4日  | Oscar Performance | オスカーパフォーマンス   | 牡2  | 1:33.28 | J.オルティス   | B.Lynch        |
| 第11回 | 2017年11月3日  | Mendelssohn       | メンデルスゾーン         | 牡2  | 1:35.97 | R.ムーア       | A.オブライエン |
| 第12回 | 2018年11月2日  | Line of Duty      | ラインオブデューティー   | 牡2  | 1:40.60 | W.ビュイック   | C.アップルビー |
| 第13回 | 2019年11月1日  | Structor          | ストラクター             | 牡2  | 1:35.11 | J.オルティス   | C.ブラウン     |
| 第14回 | 2020年11月6日  | Fire At Will      | ファイアアットウィル     | 牡2  | 1:35.81 | R.サンタナ Jr. | M.メイカー     |
| 第15回 | 2021年11月5日  | Modern Games      | モダンゲームズ           | 牡2  | 1:34.72 | W.ビュイック   | C.アップルビー |
| 第16回 | 2022年11月4日  | Victoria Road     | ヴィクトリアロード       | 牡2  | 1:35.99 | R.ムーア       | A.オブライエン |
| 第17回 | 2023年11月3日  | Unquestionable    | アンクエスチョナブル     | 牡2  | 1:33.65 | R.ムーア       | A.オブライエン |
| 第18回 | 2024年11月1日  | Henri Matisse     | アンリマティス           | 牡2  | 1:34.48 | R.ムーア       | A.オブライエン |